# Hof van Coolhem

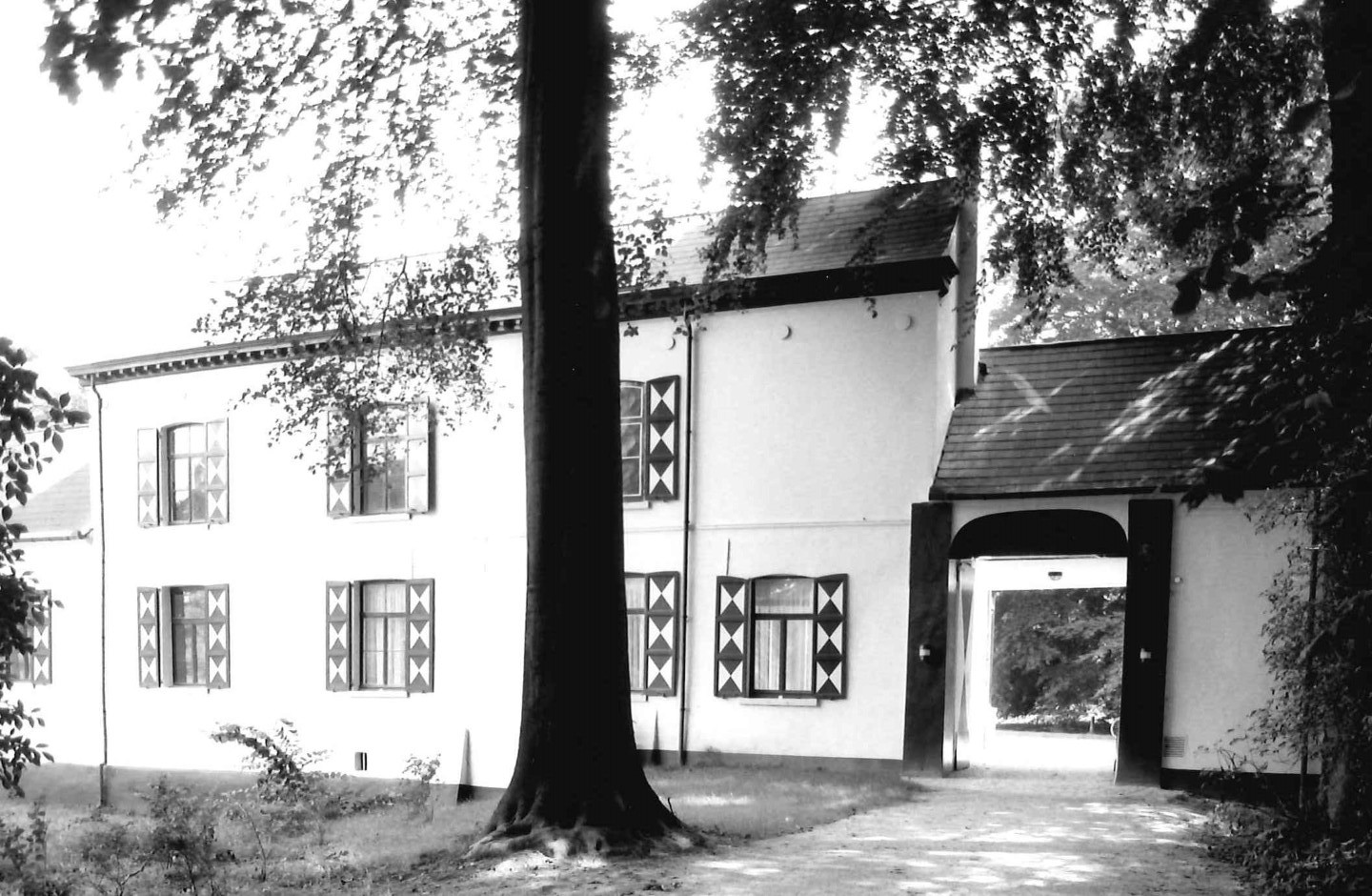
Voorste Hoeve

Het domein en Hof van Coolhem te Kalfort-Puurs, gelegen aan Coolhemstraat 64, is deels eigendom van de gemeente Puurs (13,7 ha) en deels van het Vlaams Gewest (79 ha).

## Geschiedenis

### Voorgeschiedenis
De eerste restanten van mogelijke permanente bewoning op wat later het domein zou worden, zijn enkele zeer fragmentarische resten van handgevormde potten uit de ijzertijd. In de Romeinse periode en de vroege-middeleeuwen was de site waarschijnlijk ook bewoond. Zeer kleine stukjes van aardewerk, gemagerd met dakpangruis, wijzen op aanwezigheid in de Merovingische periode.

### Middeleeuwen
Met het optrekken van een motte rond of kort na het jaar 1000 begon een heel nieuwe geschiedenis voor het domein. Waarschijnlijk behoorde het vanaf ca. 800 toe aan de abdij van Cornelimünster nabij Aken. Feit is dat het domein toen een heerlijkheid was en een vrij groot grondgebied bestreek. In de tweede helft van de elfde eeuw kwam het gebied in handen van de familie Van Oyenbrugghe uit Grimbergen. Eén tak van dit geslacht bleef in Grimbergen en de andere (belangrijkste) zou vanuit Coolhem zijn gebieden beheren. Zij noemden zich vanaf dan 'Van Oyenbrugghe geheeten van Coelhem'. Deze familie leverde onder meer enkele burgemeesters te Mechelen, plaats waar ze later resideerden. Van toen af gebruikten ze Coolhem als een buitengoed. In 1470 verkocht Hendrik van Oyenbrugge alias van Coolhem de heerlijkheid aan de abdij van Hemiksem die ook reeds de nabijgelegen heerlijkheid Puurs bezat. Hierdoor kregen de paters een enorm groot gebied. Aan het eind van de vijftiende eeuw bouwden ze het domein uit tot een refuge en richtten er gebouwen op voor de administratie van de heerlijkheid. Ook werd een kerk gebouwd die in 1602 volledig vernieuwd werd. Aan het eind van de zestiende eeuw vluchtten de paters van Hemiksem een eerste maal naar Coolhem tijdens de beeldenstorm. Rond 1630 namen ze er nogmaals hun toevlucht. Daarna resideerde er een prior en werd de opleiding van de novicen er voorzien. In de 18e eeuw zou Willem Ignaas Kerrickx (Antwerps beeldhouwer, architect) het complex verfraaien. Tot eind achttiende eeuw werd Coolhem door de paters geliefd. Kort voor de Franse Revolutie bouwden ze er nog een 'groot huis'. Met de Franse Revolutie echter moesten de paters Coolhem verlaten en zou het verkocht worden als zwart goed. Een zekere Van Nieuwenhuyze uit Mechelen kocht het domein en liet de gebouwen afbreken, op de grote schuur en de voorste hoeve na. De bouwmaterialen verkocht hij. Na enkele verervingen en verkopingen kwam het domein in 1987 in handen van de gemeente Puurs en het Vlaams Gewest.
De voorste hoeve werd in de negentiende eeuw voorzien van een verdieping en werd in 1992 gerenoveerd. Van de andere gebouwen die indertijd door de paters werden opgetrokken zijn in de archeologische tuin nog resten te zien. In de grote schuur, die rond 1940 half afgebroken werd, kon men tot januari 2008 archeologische vondsten bewonderen die tijdens de opgravingscampagne in de jaren negentig van de 20e eeuw gevonden werden. Om deze zaken uit te kunnen stallen, werd de schuur weer op haar oorspronkelijke grootte bijgebouwd. Het oudste gedeelte van de schuur dateert van 1777. In 2008/2009 wordt de schuur omgebouwd tot een horeca-uitbating. De archaeologica worden door de gemeente bewaard tot er een alternatief is gevonden.
Daarnaast herbergt het domein ook een natuureducatief centrum en kan men onder meer een viezebeestjestuin bezoeken. Ook schapen uit de streek en een bijenstal zijn het bezoeken waard. Het gedeelte van het Vlaams Gewest (de 'moeren') is uitsluitend op afspraak te bezichtigen.
Het domein is alle dagen open van 8.00 u. tot zonsondergang.